# Arabis alpina
Espèce
Classification phylogénétique
Arabis alpina est une espèce de plantes à fleurs de la famille des Brassicaceae.

## Description
C'est une plante herbacée.

## Répartition
Originaire d'Europe, du nord de l'Afrique, d'Asie et d'Amérique du Nord.

## Sous-espèces
- Arabis alpina | s. str[1]. subsp. alpina - l'arabette des Alpes à proprement parler.
- Arabis alpina subsp. caucasica  (Willd. ex Schltr.) Briq. - l'arabette du Caucase[1]

## Habitat
On la trouve en particulier sur les éboulis calcaires (roche dure) à l'étage alpin. Elle fait partie de l'association végétale Thlaspion rotundifolii 3.3.1.2. Elle pousse aussi sur les éboulis calcaires humides parmi le Petasition paradoxi 3.3.1.4. de l'étage alpin aux basses altitudes le long des torrents.